# 石田アヤ

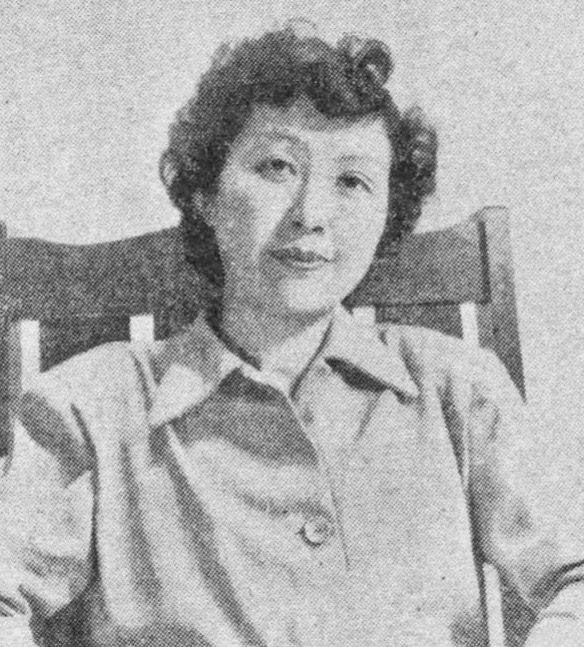
石田アヤ（1957年）

石田 アヤ（いしだ アヤ、1908年9月4日 - 1988年2月18日）は、昭和期の教育者。文化学院の創立者である西村伊作の長女。英文学を専攻し、1931年に母校文化学院の教授となり、1963年から父の後を継ぎ、校長になる。

## 経歴・人物
1908年（明治41年）、父・西村伊作、母・光恵の長女として和歌山県新宮市に生まれる。
9歳の頃に父が英訳本から訳し聞かせた『ピノキオ』を文章化、絵を描いて1920年（大正9年）に『ピノチヨ』として出版される。
1921年（大正10年）に父がアヤのために設立し校長を務める文化学院に入学。やがて文化学院を卒業すると、追加創設された本科（大学部）に進学する。1928年（昭和3年）文学科を終えると卒業式をまたず渡米し、アメリカのマウントホリヨーク大学に入学する。1931年（昭和6年）にアメリカでの三年の留学、その後パリにまわり見聞を広めた後、日本に帰国し母校である文化学院英文科で教える。やがて当時の青年の文化運動として盛り上がっていた日米学生会議の準備に参加。動物学者・石田周三と結婚。
1946年（昭和21年）に文化学院に新しく三科（美術科、日曜美術科、英語科）が創設され、アヤは学監（英語科科長兼任）に就任する。1963年（昭和38年）に父・伊作の没後、校長に就任。1988年（昭和63年）の死去まで校長を務める（後任は弟の西村八知）。
長女は立花利根（とね）。伯爵立花寛治の孫・立花宗鑑の妻で2009年まで文化学院副院長を務めた。利根の長男・立花宗和は日本航空役員。

## 著書・編書
- 『私たちのエチケット』雄鶏社・雄鶏新書 1948
- 『愛と叛逆 - 文化学院の五十年』文化学院出版部 1971 ※編纂者代表
- 『吉野屋のみっちゃん』鎌倉書房 1980

## 翻訳
- カルロ・コッローディ『ピノチヨ』キンノツノ社 1920
- アン・モロー・リンドバーグ『聴け!風を』白揚社 1939
- ローラ・インガルス・ワイルダー『長い冬』コスモポリタン社 1949
- W.ハウエルズ『人間の来た道 人類学入門』石田周三共訳 創元社 創元科学叢書 1950